# 查塔姆縣 (北卡羅萊納州)
查塔姆縣（英語：Chatham County）是美國北卡羅萊納州中部的一個縣。面積1,836平方公里。根據美國2000年人口普查，共有人口49,329人。縣治匹茲波羅 (Pittsboro)。
成立於1771年。縣名紀念英國首相、第一代查塔姆伯爵威廉·皮特（通稱「老皮特」，William Pitt, 1st Earl of Chatham）。